# Nhị Mỹ (phường)
Nhị Mỹ là một phường thuộc thị xã Cai Lậy, tỉnh Tiền Giang, Việt Nam.

## Địa lý
Phường Nhị Mỹ nằm ở phía đông thị xã Cai Lậy, có vị trí địa lý:
- Phía đông giáp xã Tân Hội
- Phía tây giáp Phường 1, Phường 3 và Phường 4
- Phía nam giáp các xã Nhị Quý và Long Khánh
- Phía bắc giáp với xã Mỹ Hạnh Trung.

Phường có diện tích 5,54 km², dân số năm 2013 là 4.586 người, mật độ dân số đạt 828 người/km².
Các con kênh, rạch chảy trên địa bàn xã là: kênh Bảy Thước, kênh Cầu Chùa, kênh Dây Thép, kênh Đìa Chùm, kênh Hai Hòa, kênh Hội Đồng, kênh Ngang 3, kênh Ông Bái, kênh Ông Huyện, kênh Ông Mười, kênh Trạm Bơm.

## Hành chính
Phường Nhị Mỹ được chia thành 3 khu phố: Mỹ An, Mỹ Lợi, Mỹ Thuận.

## Lịch sử
Trước đây, Nhị Mỹ là một xã thuộc huyện Cai Lậy.
Ngày 26 tháng 12 năm 2013, Chính phủ ban hành Nghị quyết số 130/NQ-CP. Theo đó:
- Chuyển xã Nhị Mỹ về thị xã Cai Lậy mới thành lập
- Điều chỉnh một phần diện tích, dân số của xã Nhị Mỹ để thành lập Phường 1, Phường 3 và Phường 4 thuộc thị xã Cai Lậy
- Thành lập phường Nhị Mỹ trên cơ sở điều chỉnh 553,84 ha diện tích tự nhiên và 4.586 người còn lại của xã Nhị Mỹ.

Sau khi thành lập, phường Nhị Mỹ có 553,84 ha diện tích tự nhiên, dân số là 4.586 người.

## Di tích
Di tích Miễu Cháy là di tích lịch sử - văn hóa cấp tỉnh.

## Kinh tế
Kinh tế gồm có trồng hoa màu và nuôi cá, thương mại và dịch vụ. Năm 2015, toàn phường có 37 ha trồng hoa màu, 192 ha trồng trái cây. Phường có 130 ha (1,3 km²) nuôi cá giống, gồm các loại cá: tai tượng, trê lai, phi dòng gifl, điêu hồng. Về lĩnh vực thương mại, dịch vụ, năm 2018 có 202 công ty đang hoạt động, năm 2020 có 355 cơ sở sản xuất kinh doanh. Trung tâm mua bán là chợ Nhị Mỹ.
Thu nhập bình quân đầu người năm 2020 là 45 triệu đồng/người/năm. Tỉ lệ hộ nghèo là 2,34% vào năm 2019.